# Geart Jorritsma
Geart Jorritsma (Sneek, 3 mei 1996) is een Nederlandse atleet, die gespecialiseerd is in de lange afstand.

## Persoonlijke records
Baan
| Onderdeel | Prestatie | Datum           | Plaats  |
| --------- | --------- | --------------- | ------- |
| 1500 m    | 3.58,10   | 1 juni 2018     | Utrecht |
| 3000 m    | 8.26,55   | 1 augustus 2020 | Vught   |
| 5000 m    | 14.34,02  | 26 juni 2021    | Breda   |
| 10.000 m  | 29.54,78  | 12 juni 2021    | Leiden  |

Weg
| Onderdeel      | Prestatie | Datum             | Plaats     |
| -------------- | --------- | ----------------- | ---------- |
| 5 km           | 14.49     | 7 september 2019  | Varsseveld |
| 10 km          | 30.21     | 29 augustus 2021  | Hem        |
| 10 Eng. mijl   | 50.33     | 23 september 2018 | Amsterdam  |
| halve marathon | 1:06.22   | 6 oktober 2019    | Breda      |
| marathon       | 2:22.43   | 21 maart 2021     | Dresden    |

## Palmares

### 10.000 m
- 2017:  NK - 30.51,25

### halve marathon
- 2022:  Berenloop - 1:09.33
- 2023: 18e NK te Breda - 1:09.58

### marathon
- 2019:  marathon van Enschede - 2:26.34
- 2022: 13e marathon van Enschede - 2:23.32
- 2023 47e marathon van Amsterdam - 2:24.15
- 2024  Slachtemarathon in Sneek - 2:25.03